# Jonas Cederstedt
Jonas Cederstedt, född 17 mars 1756 på Sundsör i Turinge socken, Stockholms län, död 9 december 1811 i Norrköping, var en svensk etsare.
Cederstedt blev student vid Uppsala universitet 1771 och disputerade 1774 på avhandlingen Bergsmanshemman i Sverige. Han anställdes 1775 som kopist vid Utrikesexpeditionen och avancerade till kanslist 1777, han tog avsked 1782 med bergsråds titel. Han var en av Par Bricoles äldsta gouverneurer och från 1799 fram till sin död ordens stormästare.
Cederstedt är representerad vid Nationalmuseum med en etsning.